# Nullum testamentum
Unter dem Begriff nullum testamentum versteht man einen alten erbrechtlichen Rechtsgrundsatz. Danach konnte es ein Erbrecht nur innerhalb der Familie des Erblassers geben. Testamente, die die Vererbung außerhalb der Familie erlauben, ließ dieser Grundsatz nicht zu.
Die Formulierung beruht auf folgendem Satz der Germania über das private Leben der Germanen: „heredes tamen successoresque sui cuique liberi, et nullum testamentum.“